# Peter Frederik Wergmann

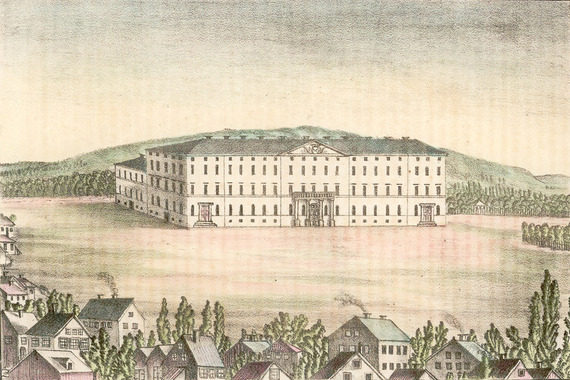
Färglitografi av Det kungliga slottet från 1837. Tillhör Oslo Museums samlingar.

Peter Frederik Wergmann, född 2 november 1802 i Köpenhamn, död 17 juni 1869 i Christiania, var en dansk-norsk tecknare, målare, författare och skådespelare som arbetade i Norge från år 1831. Han anses vara grundaren av det moderna teatermåleriet i landet.
Det är osäkert vad han hade för utbildning, men han arbetade som teckningslärare i Köpenhamn. Därefter gick han med i en dansk teatertrupp och när den begav sig på turné till Norge följde Wergmann med. När han reste runt med teatertruppen ritade han skisser som han senare gjorde litografier av och publicerade i två prospektsamlingar. I Christiania fick han uppdrag på slottet där han dekorerade flera av salarna. Störst betydelse fick han dock som teaterdekoratör på Christiania Theater.